# Roomscale (VR)
Roomscale (do inglês: escala da sala) é um padrão de design para experiências em realidade virtual (VR) que permite aos usuários andar livremente em uma área de jogo VR, com movimentos da vida real refletidos no ambiente virtual. Usando equipamentos de rastreamento de 360 graus, como sensores infravermelhos, o sistema VR monitora o movimento do usuário em todas as direções e traduz isso para o mundo virtual em tempo real, permitindo que o jogador realize tarefas, como atravessar uma sala e pegar uma chave de uma mesa, usando movimentos naturais. Ao contrário da experiência estacionária de RV, faz com que o jogador navegue pela sala usando um joystick ou outro dispositivo de entrada.
O sistema de realidade virtual HTC Vive incorpora rastreamento em escala de sala, usando duas estações de rastreamento infravermelho localizadas em cantos opostos da sala para monitorar o movimento do player.
O sistema Oculus Rift VR foi introduzido principalmente para experiências de 180 graus voltadas a frente. No entanto, agora suporta dois sensores em escala de sala de posicionamento diagonal, os usuários podem também comprar um terceiro sensor para permitir um rastreamento mais robusto em escala de sala,
Experiência em escala de sala exige uma grande  espaço vazio para o jogador andar sem o risco de esbarrar em obstáculos da vida real. Em uma casa típica, isso pode exigir que uma sala inteira seja dedicada exclusivamente à RV, o que pode não ser prático em um pequeno apartamento. Os desenvolvedores não podem assumir um espaço de jogo fixo e as experiências dos usuários podem variar dependendo da quantidade de espaço disponível.